# Šempeter v Savinjski dolini
Šempeter v Savinjski dolini je naselje u slovenskoj Općini Žalecu. Šempeter v Savinjski dolini se nalazi u pokrajini Štajerskoj i statističkoj regiji Savinjskoj. 

## Stanovništvo
Prema popisu stanovništva iz 2002. godine naselje je imalo 1.943 stanovnika.